# Шеста македонска ударна бригада
Шеста македонска ударна бригада НОВЈ формирана је 6. септембра 1944. године на планини Славеј од дела бораца из Прве македонске НОУ бригаде и новопридошлих бораца.

## Борбени пут бригаде
Извршила је напад на бугарске пограничне карауле југоисточно од Кичева и у рејону Крушева, а затим ушла у састав 48. македонске дивизије 28. септембра и учествовала у нападу на Кичево (8. октобар).
Привремено је била стављена под команду 42. македонске дивизије НОВЈ (средина октобра) и чистила подручје Жедена и Суве Горе од остатака балистичких снага до краја октобра 1944. године.
Након учешћа у ослобођењу Кичева и околице (15-17. новембар), продужила је даље у гоњењу балистичких снага према Гостивару (ослобођен 18. новембра).
Касније је ушла у састав 49. македонске дивизије (друга половина децембра 1944. године).
Бригада је одликована Орденом заслуга за народ.